# 魯夸湖口孵非鯽
魯夸湖口孵非鯽，為輻鰭魚綱鱸形目隆頭魚亞目慈鯛科的其中一種，分布於非洲坦尚尼亞魯夸湖流域，體長可達33公分，棲息在溪流、湖泊淺水域，雄魚具有領域性，會築巢，可做為食用魚。